# 機巧童子ULTIMO
『機巧童子ULTIMO』（カラクリドウジ ウルティモ）は、スタン・リー原作、武井宏之作画の漫画作品。

## 概要
アメコミ界の巨匠であるスタン・リーが日本の漫画家である武井宏之とタッグを組んだ日米合同プロジェクト作品。「究極の善と究極の悪のロボットバトル」が発想の原点になっている。
ジャンプスクエアセカンドvol.1（集英社）において『機巧童子ULTIMO:0』（カラクリどうじウルティモ：ゼロ）というタイトルで序章が読み切りとして掲載された。ジャンプスクエア2009年3月号より設定を一部変更し連載。2012年2月号まで掲載した後、ジャンプSQ.19に移籍。2012年3月号から2015年3月号まで連載した後、ジャンプSQ.CROWN2015年AUTUMN号にて完結。話数カウントは「第○幕」。

## あらすじ
読み切り版
かりそめの平和に浸っていたWEST TOKYOのファームレスシティに、ある日巨大な能面の化け物が現れる。自衛隊を蹴散らし街を蹂躙する化け物だが、突如現れた朱色の少年がそれを一蹴する。ウルティモと名乗った少年は、化け物の中から現れた緑色の少年、バイスと激しい戦いを繰り広げる。彼らこそは1000年前に作られた完全なる「善」と「悪」の体現者、機巧童子（カラクリどうじ）だった。人類の技術力をはるかに超える「能」力の応酬で戦う2体の機巧童子は、ついに成層圏の彼方で相討ちとなる。しかしこれは善と悪の最終決戦の始まりに過ぎなかった。
連載版（第1部）
12世紀、山賊の頭の青年・大和は、ダンスタンという謎の外国人を襲い、機巧童子・ウルティモと出会う。そして21世紀、転生し高校生となった大和は、再びウルティモと出会い、「善」と「悪」の戦いに巻き込まれていく。
連載版（第2部）
百機回向が起こり地球は破滅した。しかし、大和と武蔵の記憶のみがウルティモ達の力により百機回向の前日に飛ばされた。武蔵からダンスタンの話を聞いた大和は、彼の野望を阻止するため、再度ウルティモと共に「善」と「悪」の戦いに身を投じる。

## 登場人物
作品の舞台は主に西東京となっているが、登場人物の名前にもその地名らしきものが含まれており、主に西武線の駅名から取られている。
声の項はVOMIC版のもの。

### 機巧童子と殿

#### 善側『善童子クラブ』
ウルティモ
声 - 中島愛
本作の主人公。究極の「善」の心を持った機巧童子で善の童子の総長。一人称は「僕」もしくは「ウル」。モチーフは鶴と獅子。機巧紋は鶴の丸。
透き通った肌に朱色の髪、朱色の手甲と眼甲、緑色の瞳を持ち、ただそこにいるだけで誰もが見とれるほどの神々しさを放つ。
家事全般を得意としており、特に料理はありあわせのもので懐石料理を作る程で、和食や洋食にも精通している。
21世紀の現代に転生した大和に忠誠を誓っており、彼のためならどんな苦を厭わない。普段は心優しい性格だが、「悪」に対しては容赦ない。実際、過去ではバイスにそそのかされて月光の君を殺害してしまったことがあり、第2部で大和に問い質されるまでその過去のみを隠し通していた。最終決戦後は国分の孫として人間化した。
中性的な容姿をした美形であるため、真琴からは「小さな男の子」、大和の母・伏見からは「妹みたいな女の子」と思われている。人間形態は小学生のような姿をしている。又伏見が用意した女の子の服も違和感なく着こなしている。
「能」は「時空操作」（読み切り版では浄化の「能」力）。過去や未来に跳躍し、時間を巻き戻すことができる。しかしその強大過ぎる力は磁場崩壊を引き起こし地球規模の大災害を発生させる危険性があり、実際に第1部のラストではそれが原因で地球が崩壊した。
テーマカラーは緋色。
イデオスウルティモ
最終決戦にて本来一つだったウルティモとバイスが融合した姿。究極超越善悪結（こえるきゅうきょくむすびのぜんあく）・神童と呼ばれる。これこそがダンスタンが追い求めた究極の新人類だった。モチーフは鳳凰。
東 大和（あがり やまと）
声 - 小西克幸
11月15日生まれ。さそり座のO型。16歳。
本作の主人公である少年。
ウルティモの殿の不良高校生。一人称は「オレ」。水商売で生計を立てる母との母子家庭で、性格も荒んでいるが、人（弱者）を放っておけない熱血漢。善童子の殿の中ではかなりの長身。
本人が知らないうちに、複雑に絡み合う因縁に捕らわれることになる。ある日の学校への登校中、骨董屋で偶然ウルティモと出会い、自分が転生した人間だということを聞かされる。事情を理解できぬまま「悪」の童子達の襲撃を受け、負傷しつつもその晩に六波羅密の殿達と合流、ウルティモと契り過去の記憶を取り戻す。
一度は地球を崩壊させてしまうが、ウルティモとレグラの合わせ技によって一日前（現代でウルティモを手に入れる少し前の時間）に戻ったため事なきを得る。そして他の童子と殿に接触し、再びウルティモと契り百機回向を阻止すべく奔走する。
小学生の時以来真琴に片思いしている（ルネ曰く「頭の中は主に狭山だらけ」）。しかし、真琴の正体を知り複雑な心情を持つようになる。
不思議と人を惹きつける魅力を持つが、それが原因なのか前世の恋人は現代では男に転生し親友同士（ルネ）だったり、前世の妹分は現代での思い人（真琴）だったりと何かと複雑な人間関係の持ち主でもある。本人は自分が慌てふためく姿を見るためにダンスタンが意図的に操作していると考えている。
モデルはTOKIOの長瀬智也。名前の由来は東大和市駅。
大和（やまと）
東大和の前世で、悪政を行う貴族から金品を奪う盗賊の頭目。
ウルティモとバイスを運んでいたダンスタンと出会い、ウルティモの殿となって善と悪の戦いに巻き込まれていく。

##### 『六波羅密』とその殿
レグラ
「善」の眷属で「持戒」の機巧童子、「六波羅密」の一体。一人称は「オレ」。モチーフは猿。機巧紋は松葉三つ巴。山吹色の手甲と檸檬色の眼甲、群青色の瞳を持つ。
普段は温厚だが腹が読めない性格。ウルティモを善の童子の頂点と認めているが、その分、ウルティモのキレやすい性格に困っている。大和曰く「小坊主っぽい格好」。現代では能を使ってエコさんの子供が通っている小学校に潜伏している。
第1部では、レイジの電速に追いつけなかった挙げ句、自らの「霊」をレイジに破壊された。第2部では、最大の能「猿刻」の発動と引き替えに自らの機能を停止したが、後に自らの殿となる真琴の手によって再起動した。百機回向の第3戦でオルグレオと対戦し勝利する。最終決戦後は寺の小坊主として人間化した。
人間形態は先述のように小学生の姿で名前は「脚太郎（レグたろう）」。人間化した後は和尚が着る袈裟を纏っている。
「能」は「記憶操作」。この能力により機巧童子に関する情報を人々の記憶から消し、その存在を世間に知られることを防いできた。
テーマカラーは山吹色。
狭山 真琴（さやま まこと）
声 - 嶋村侑
5月5日生まれ。おうし座のA型。17歳。
レグラの新たな殿。大和とルネのクラスメイトで、大和にとって小学生時代からの想い人。一人称は「私」。
スポーツ用品メーカー「SAYAMA」の令嬢で、自身もデザイナーとして仕事をしている。好きなものはきのことチーズ。
第1部ではウルティモとバイスの再戦の際、知らないうちにKの標的にされてしまう。その後東家を訪ねた際、重傷を負ったウルティモを治すため、契りの方法がわからず試しにキスを交わそうとした大和を見てしまい、彼を避けるようになる。さらに学校でのルネと大和とのやり取り目撃する。
第2部では、大和から好意を懐かれていることに気付いておらず、またルネによれば大和自体に興味を懐いていなかった模様。後に自らの童子となるレグラの「猿刻」を切っ掛けに前世の記憶を思い出し始め、大和と向き合うこととなり、レグラを自らの手で再起動する。
その正体はダンスタンの実娘「真琴・サーヤ・ダンスタン」。各時代においては全てを知りながら自分を偽り、ダンスタンに代わり百機回向の監視を秘密裏に担当している。戦後の新橋に飛んだ後、悪童子集会と手を組み、他の善童子クラブを襲うが、ダンスタンにさらわれてしまう。助けに来た善童子クラブと悪童子集会の面々の活躍により救出された。
さや
狭山真琴の前世。平安時代に大和が率いる山賊団にいた幼い少女。過去にバイスに殺害された江古坊に代わりレグラの殿になった経緯を持つ。
ソピア
「善」の眷属で「智慧」の機巧童子、「六波羅密」の一体。一人称は「僕」。モチーフは虎。機巧紋は相良瓜。クリーム色の髪と手甲と黄色の眼甲、浅葱色の瞳を持つ。
眼甲を着けている時はクールな印象を与えるが、外すと可愛らしい顔つきとなっている。
第1部ではオルグレオの奇襲に遭い、頭を潰されてしまった。第2部ではジェラスと交戦し致命傷を負う。百機回向の第1戦ではレイジと対決する。最終決戦後は学生として人間化した。
人間形態はロリータ・ファッションに身を包んだ少年の姿をしている。人間化した後は男子制服を纏っている。
テーマカラーは淡黄色。
「能」は「感覚操作」。他者の五感及び第六感を自在に操る。
村山 武蔵（むらやま むさし）
16歳。高校生で普段学ランを着ている。一人称は「僕」。
ソピアの殿であるが、正体はダンスタンを追って30世紀から来た未来人の警察官。右手など体の一部を機械化している。現代ではエコさんの店に身を寄せている。
百機回向直前にパレスに殺害されてしまうが、ウルティモとレグラの合わせ技によって、大和と共に前日に記憶を飛ばされた。そして大和のクラスに転入して彼と接触、百機回向を阻止するための選択肢を提示し、それでも選べない大和へのヒントとしてエコさんを紹介する。彼自身は「ムサシ」と呼ばれたがっているようだが、大和は頑なに「村山君」又は「ムサ山君」と呼び続ける。30世紀の警察官が使用している銃口が2つあるデリンジャーの形をしたレーザー銃を携帯している。実はダンスタンを捕らえる際、ソピアを傷つけてしまい、そのまま契ったことを悔いていたことが判明。百機回向開始直前に清瀬には級友、秋津には恋人、ひばりには家族に対して自分の陣営に関わる機密事項を言ってはならないと警告する。戦後の新橋に飛んだ後は、アバロとレイジを降伏させるが、バイスによって体を失ってしまう。
セルヴィス
「善」の眷属で「布施」の機巧童子、「六波羅密」の一体。女の子を思わせる容姿と振る舞いを見せる。全童子の中で唯一の少女型であるものの、少年型の童子と同じ作りとなっているため、その姿とは裏腹に男らしい堂々としたボーイッシュな性格をしているが、表向きは女の子のようなおてんばな性格であるため、ダンスタンからは「いたずらっ子」と称された。一人称は「ボク」。モチーフは雀。機巧紋は脹雀。空色の手甲と水色の髪とリボン状の眼甲、黄色の瞳を持つ。
第1部では、ジェラスが「読心」で得た情報を誤らせたりしたが、アバロの分裂能力に圧倒されてしまい破壊された。第2部では、自らの「能」でスロウとゴーグがバイスの攻撃を直撃するのを見計らい、ムサシとソピアを救出した。その後デジルと交戦し彼を退かせた。百機回向開始後は戦後の新橋に飛び、レイジと対決し勝利する。最終決戦後は学生として人間化した。
唯一の少女型であるためか人間形態は女性で、戦後の新橋では茶摘みの女性をしているほか、人間化した後は女子制服を纏っている。
「能」は「能力操作」。彼女が設定したエリア内なら相手の童子の「能」を自在に操り狂わせることができる。
テーマカラーは空色。
大泉 洋一（おおいずみ よういち）
セルヴィスの殿。有限会社トマト化学の営業係長。42歳。セルヴィスからは「おっちゃん」と呼ばれている。一人称は「私」。
にこやかな営業スマイルの裏に他の殿達が思わず気圧される程の威圧感を秘めている。
セルヴィス曰く「家族・身内にバカにされて、上司はおろか部下にもこき使われても、所持金はバイトで働いた給料でまかなう究極のダメ男」であるが、それでも周囲の人間を愛している。
パルドネ
「善」の眷属で「忍辱」の機巧童子、「六波羅密」の一体。一人称は「僕」。モチーフは蝶。紺色の髪に水色の瞳、空色の手甲と眼甲を持つ。
第1部では、日高の策略にはまり、デジルに倒された。第2部では、石神井がバイスに殺害された直後、自身も頭を貫かれ重傷を負ってしまうが、清瀬の手によって回復する。その後、清瀬の家に居候している。最終決戦後は人間化し、石神井の介護をしている。
人間形態は、セーラー服を着た海兵隊風。過去では、詰め襟の制服を着た大正時代の男子学生の姿をしていた。人間化した後は介護士のような格好をしている。
「能」は「身体操作」。ケガをした人間を治すことができ、さらに透視することで治り具合を見ることができる。ただし、死人を甦らせる事はできない。
テーマカラーは白群色
松本 清瀬（まつもと きよせ）
パルドネの本来の殿。大和のクラスメイトであるメガネ女子。17歳。制服のスカートが非常に長い。一人称は「私」。小説家一家の娘。
漫画が趣味で、腐女子の臭いを漂わせる。小学5年生のとき図書委員の権限を利用して図書室に好きな漫画を並べようとしていた。ルネとは親しいクラスメイトである。実は大泉同様、究極の愛の持ち主である。
清瀬（きよせ）
松本清瀬の前世。看護師養成所の第51期生で、教師時代の石神井とは面識がある。第二次世界大戦の時に軍医としてパルドネとともにガダルカナル島に来ていたが、その後、命を落とし70年もの間石神井が預かることになった。
スロウ
「善」の眷属で「精進」の機巧童子、「六波羅密」の一体。一人称は「オレ（第5巻では「アタシ」となっていた。）」。モチーフは鹿。機巧紋は丸に抱き角。鉤爪のような朱色の手甲と紺色の髪と瞳、顔を覆えるほどの橙色の眼甲を持つ。
口が悪いが、冷静沈着である少年型の女装童子。両目に泣き黒子がある。
第1部では、日高の策略に遭い、デジルに破壊された。第2部では、石神井の病院に現れたバイスと対峙するが、バイスに対する憎しみを持つマチと契っており、且つ殿の愛をエネルギーにする善童子の1体と自覚しているためバイスの圧倒的な力の前に為す術が無く、結局ゴーグと共にエコさんに助けられ離脱。マチが殿では百機回向を乗り切れないと悟り、マチの方から殿を辞退したいと申し出があったときに了承する。後に秋津と契り本来の力を取り戻す。百機回向の第4戦ではジェラスと対決。最終決戦後は人間化した。
全童子の中で唯一人間形態を見せていないが、人間化した後は剣道の胴着を着用している。
「能」は「運命操作」。人の幸運や不幸を操作し、攻撃や回避に応用することができる。
テーマカラーは漆黒。
大竹 秋津（おおたけ あきつ）
スロウの新たな殿。大和とルネのクラスメイトで、一人称が「オレ」のヤンキー。16歳。江戸時代からある武家屋敷の出身。
ルネが学校を休んだことについて、大和に異常に絡むなど、ルネに気があり、また、ルネがジェラスの殿になる以前に彼に好意を持っていた。小学5年生の時に大和に身長が高いことを言われたため大和の顔面に「剣道五段 爆竹突き」を食らわせる。
ゴーグ
「善」の眷属で「禅定」の機巧童子、「六波羅密」の一体。一人称は「オレ」。モチーフは猪。機巧紋は輪違い井筒。黒い髪に焦げ茶色の手甲と眼甲を持つ。
他の童子と比べて大柄な体格で強面であるが、意外と冷静で「図体の割には霊はかわいい」（エデレ談）とのこと。
第1部では、大和から花とエデレを託されたが、デジルの「能殺」が仇となりエデレに破壊された。第2部では久米川がICONの代償により重傷を負ったことで後継の殿であるひばりと契った。最終決戦後は人間化し青梅建設で働いている。
人間形態は、フード付きの運動着を着たアスリートの姿をしている。過去では、闇米を扱っている卸問屋の格好をしていた。人間化した後は青梅建設専用の作業服を纏っている。
「能」は「心情操作」。人の感情を操作することができ、相手を心理的に圧迫することができる。
テーマカラーは橡色。
青梅 ひばり（おうめ ひばり）
ゴーグの新たな殿。大和とルネのクラスメイトであるおしゃまな少女。16歳。一人称は「あたし（小学生時代は「私」）」。
小学生時代から秋津に気がある模様。バイスが起こした駅前の騒ぎを目撃した。小柄な体型とは裏腹に格闘技を身に着けているらしく、大和の腹部に朝から正拳突きを食らわせる。小学5年生の時に小柄であることを指摘されたため「空手三段 正拳梅☆星」を大和の股間に食らわせる。
ゴーグの殿になってからは、善童子クラブの誰よりも悪を強く、悪を憎んでいるため、空手で培った実力を生かしてトレーニングをするようになった。しかし、そのせいで悪童子にエネルギーを与えてしまうことに。
青梅建設の令嬢で、父親はアバロの殿である青梅戒造。
一輪挿しの雲雀（いちりんざしのひばり）
青梅ひばりの前世。闇米を売り捌いていた雲雀組の女組長で、前世時代の戒造と因縁がある。ゴーグからは「ボスひばり」と呼び慕われている。ちなみに容姿は現在のひばりとは思えない悪人風である。

##### かつてクラブに所属した殿
第1部では全員健在であるため、真琴、清瀬、秋津、ひばりの4人は殿にならなかったが、第2部で死亡や戦線離脱などで脱退し、自らの童子を真琴達に託した殿だけ掲載する。
江古田 新（えこだ しん）
レグラの最初の殿。髭を生やした巨漢で寿司職人をしている妻子持ち。通称「エコさん」。38歳。本人は曰く前世の影響らしいがある少年漫画雑誌の創刊号から最新号までを収集している。武蔵からは徳のある人物と称される。善童子クラブの実質的リーダー格。一人称は「オレ」。
目の前に現れた武蔵から「百機回向」のことを聞いており、それを止めるために尽力している。大和の成長に期待している。
第1部では、レイジの電速に追いつけず身体を貫かれて死亡。第2部では、マチとヒロシをバイスの魔の手から救い、自らの命と引き替えに大和、ルネを始め、ムサシ、大泉ら生き残りの善童子クラブのメンバー、真琴達新たな殿候補に前世の記憶を上書きし果てた。その後、機能停止したレグラは真琴の手で再起動した後、彼女に引き継がれた。
江古坊（えこぼう）
エコさんの前世。江古寺の僧侶で、ウルティモに殺害された月光の君を連れてきた大和と出逢った。かつてバイスに説教をし殺害された模様。バイスを哀れみ救いたいと思っている。
石神井 小雲（しゃくじい こうん）
パルドネの臨時の殿。老人の医師。88歳。戦争の経験者で大日本帝国軍第八方面第三八師団軍医少尉として従軍した過去を持つ。一人称は「ワシ」。
第2部では、バイスの出現で我を忘れたマチとヒロシを制止するが、逆にバイスに貫かれ死亡。残されたパルドネは清瀬に引き継がれた。最終決戦後はパルドネに介護されている。
実は前世時代の清瀬の恩師で、第二次世界大戦の際、彼女を連れてきたことがある。しかし、彼女は命を落とし、70年もの間パルドネを預かる羽目になってしまった。そのため、バイスに殺害される前、「自分が殿になったことで巻き込まれた」と発言している。
椎名 マチ（しいな まち）
スロウの最初の殿。占い師だが、実はインチキで火男組に住まわせてもらう代わりに占い師の仕事を与えられた。28歳。一人称は「アタシ」。
前髪の一部が他に比べ異様に長い。久米川とは恋人同士。
第2部では、バイスと対決するが、バイスの圧倒的な力の前に戦意喪失。その後、エコさんによって救出され、瀕死の久米川を抱え逃走する。自分がスロウの殿だと迷惑がかかると悟りスロウを秋津に託し自らは戦線離脱した。脱退後は久米川の介護と占いの仕事をする傍ら、現在の善童子クラブのサポートを務めている。
久米川 ヒロシ（くめがわ ひろし）
ゴーグの最初の殿。強面で大柄、腕には鬼の刺青が入っている夜行会系火男組の組員であるチンピラ。21歳。一人称は「オレ」。
善の童子の殿にしては珍しく悪っぽい。そのため、冷静な性格を持つゴーグや自分の後継の殿となるひばりとは対照的に短気な性格である。
第2部では、バイスと対決。しかし、逆に返り討ちにされてしまい、エコさんによって救出されマチと共に逃走する。だが、返り討ちにされた代償は大きく、首から下は動かないほどのダメージを負ったため、ゴーグをひばりに託し、戦線離脱を余儀なくされ、脱退後は舎弟の育成と現在の善童子クラブのサポートを務めている。

##### 善童子クラブ関係者
達磨田 正美（だるまだ まさみ）
田茄子署の警部。太目の体型ともみ上げが特徴的。44歳。正義感が厚く勇敢。バイスの破壊活動で街に駆けつけた前世との繋がりを持つ大和と出会う。ダンスタンが用意した殿の予備の1人。
読み切り版『ULTIMO:0』ではダールマンという名で、ファームレスポリスの署長。街で最も勇敢な男と言われている。突如現れた機巧童子達に翻弄され、その存在に強く興味を引かれる。
達磨（だるま）
達磨田正美の前世で大和率いる山賊集団の一員だった。そのため現代の達磨田は、大和の言葉に対し無意識のうちに「ヘイお頭」と言い反応した。
所沢 兵衛（ところざわ ひょうえ）
第2部からの登場。久米川が所属する夜行会系火男組の組長。33歳。ダンスタンが用意した殿の予備の1人。
火男（ひょっとこ）
所沢兵衛の前世。大和率いる山賊集団の一員。33歳。
東 伏見（あがり ふしみ）
大和の母親。
現在の夫とは別居中で、大和と二人暮らし。大和が恐れるほどしつけは厳しい。第1部では入間が「ウルティモを買う」という嘘のために東家に置きっぱなしだった一億円を警察が来る前に頂戴し、それにより高級マンションに移住するなど、したたかな面も持ち合わせる。

#### 悪側『悪童子集会』
バイス
声 - 大原崇
究極の「悪」の心を持った機巧童子で悪の童子の総長。一人称は「俺」。モチーフは亀と鬼。機巧紋は亀甲に三つ盛り亀甲唐花菱。深緑色の髪、オレンジ色の眼甲と緑色の手甲、山吹色の瞳を持つ。
自分を殺そうとした相手をためらいもなく殺し返す残忍な性格、ウルティモをおびき寄せるためだけに街で破壊の限りを尽くす。ウルティモ曰く「行動が単純」。時々笑う際「ニヤリス」や、舌なめずりをする際に「ペロリス」という擬音が使われる。
12世紀で大和の命によりウルティモによって撃退された後、第1部では21世紀へ逃げ込み転生した大和の命を狙う。通学途中の大和を襲撃しウルティモを追い込むが、返り討ちに遭いKと共に退散する。翌日戦闘中のウルティモの前に現れ、戦意を喪失したルネをジェラスごと攻撃、重傷を負わせた。第2部では第1部同様21世紀に逃げ込みKと契る。
殿に従うのはあくまで、悪を学び悪のエネルギーを得るためであり、それ以外はあらゆる悪の衝動によってのみ行動する。純然な「悪」故に怒りしか持たず怒りを満たす事以外を知らず怒りでしか喜びを見出せない。江古田から悲しい存在と言われる。
彼らが生み出された存在理由である「百機回向」は単なる通過点と考えており、真の目的はダンスタンを倒すことである。最終決戦後は人間化しKと暮らしている。
人間形態はヤンキー風で、服装は「ごくせん」のある女性教師を思わせるようなジャージ姿をしている（人間化した後も同様。）。ハンバーグが好物、ガルビス原液一気飲み（生涯原液）など、食の嗜好はまさに『童子』そのもの。
全童子の中で「能」を持たない「無能」の童子であり、純粋な破壊の力で、周囲の物を跡形もなく無に帰す絶対的な破壊力を持つ。本人曰く「無能こそ究極の悪のパワー、何も生み出さずただ消費し続ける。即ち絶対的破壊力」（読み切り版では破壊の「能」力とされている。）
セカンド形態は「バイスバックフロムダーク」で、能は「盗能」にパワーアップし、他の童子の能をパクることで体得できる。
テーマカラーは鉄色で、ウルティモとは逆に緑を基調とした猛々しい姿。
K（ケー）
5月31日生まれ。ふたご座のA型。31歳。無職。一人称は「僕」。
バイスの殿。警察機動隊「S.K.A.T.」の（元）隊員。本名は「川越 慶（かわごえ けい）」。虚弱な体質と脆弱な精神の持ち主だが、それを補ってくれる兵器と特殊車両には強い愛情を持つ。好きなものはバイクとメタル。出っ歯。口癖は「クソヤベェ」。
機巧童子の力に魅了され、ウルティモが切り落としたバイスの右手を入手する。現在バイスの殿となっており、利害の一致とはいえ気が合う者同士であることもあり、比較的良好な関係である模様（Kの場合は慎重派で、直情的なバイスの行動を旨くフォローする）。バイスがウルティモにより真っ二つにされ動かなくなった際は蹴りつけたり罵ったりしていたが、普段はバイスにこき使われ（ハンバーグの調理等）、敬語を使っている。番外編では、約5年前、幼い頃の狭山をストーカーしていたことがあり、当時はまだフリーターであった。
第2部にて、バイスと共に善童子クラブを壊滅する寸前まで追い込んだ。
モデルは河野慶。
骨壷帝（こつつぼのみかど）
Kの前世で、国の最高権力者、貴族の長。31歳。一人称は「僕朕」でKに近い一人称である。口癖は「くそやばし」。
「すべての悪の元凶」（大和談）、「無職同然のバカミカド」（月光の君談）と思われるように、人望など微塵もない、仕事をせず道楽にうつつをぬかし悪徳貴族をのさばらせ国を荒らしている等しい無職同然の帝である。元々月光の君の婚約相手で、月光の君との初夜に大和率いる山賊たちの襲撃を受け、都を追われる羽目になる。その後干からびた姿で各地をさまよい続けた末にバイスと出会いウルティモを陥れるための知恵をもらう。

##### 『七つの大罪』とその殿
ジェラス
「悪」の眷属で「嫉妬」の機巧童子、「七つの大罪」の内の一体。一人称は「僕」。モチーフは蜘蛛。機巧紋は東寺雲。黒色の髪に青色の手甲と桃色の眼甲、紫色の瞳を持つ。口癖は「Shit!」。
第1部では最初の殿である入間と共にウルティモを探して東家に現れるが、見切りをつけ彼を背後から刺す。そのまま去ろうとしたが、大和が引きとめようとしたため、振り払った際に大和を負傷させてしまい、怒ったウルティモによって重傷を負わされ逃走する。直後ルネをかどわかし、新たな殿にする。
第2部では歴史改変前同様に入間を見限り殺そうとするが、急に起動したウルティモに阻止された。大和が過去から戻ってきた直後に入間を殺害、大和を新たな殿にしようとしたが、大和の心を満たすたくさんの狭山の幻覚に乱され断念し、近くにいたルネに目を付け契る。悪の童子と殿達はダンスタン打倒に躍起になっているなかで懐疑的な見解を持っている。また「百機回向」には余り興味を持っていない模様。元々自ら持つ「能」が他の童子以上に人の「心」に触れており、人が時折見せる読むことができない人の心の深さに驚愕しており、そのため「心」に強い興味を懐いている。百機回向の第4戦ではスロウと対決し、その過程でルネの提案によりSTEP2にアップデートするが、スロウと相打ちになる。戦後の新橋でウルティモと対決するが、突然現れたレグラに敗北する。最終決戦後は学生として人間化した。
人間形態は、大和曰く「少年秘書」風。服装はスーツを着用し髪型をポニーテールにしている。人間化した後はソピアと同じ学校の男子制服を纏っている。
「能」は「読心」。童子を含めた他人の心を読むことができる。また、ジェラスほどではないが、全ての善童子にも読心能力を持っている模様。また、七曜の内の「月」の力を持つ。
テーマカラーは群青色。
小平 ルネ（こだいら ルネ）
声 - 生天目仁美
2月4日生まれ。みずがめ座のAB型。16歳。一人称は「僕」。
ジェラスの新たな殿で大和の親友。お金持ちで優等生な知性派メガネ男子。性格は生真面目だが融通がきかない部分もある。好きなものはクリームが乗ったお菓子。
第1部では独自で機巧童子のことを調査していた際、大和に真実を伝えようとした途中、ジェラスと遭遇し、強制的に「契りノ儀」を行われ前世の記憶を取り戻す。ジェラスに唆されるまま、現代においても性別を超えて大和の独占欲に駆られ、そして、ジェラスと共に大和と敵対する。大和との戦いの中で心を救われかけたが、バイスに攻撃される。
第2部においては市街地における大和と入間と戦いを目撃し、そこでジェラスに目を付けられ契ったことで前世の記憶を思い出し、大和を手に入れるため策謀をめぐらし、色々な意味で大和を危機的状況に追い込むが、真の覚醒を果たした大和により連れ出される。しかし気持ちが変わることはなく、大和との敵対を宣言、倒されたデジルを回収し他の悪の童子達と合流する。悪童子集会では了と並ぶ参謀的な存在であり、清瀬とパルドネを仲間にしようと画策する。戦後の新橋に飛んだ際は、女装した姿で再登場する。
名前の由来は小平駅及び小平市の市民ホール「ルネ小平」。
月光の君（げっこうのきみ）
小平ルネの前世で、貴族の娘。16歳。一人称は「私」。
骨壷帝のもとに嫌々嫁がされたその夜に大和達の襲撃を受け、そのまま大和に付いて行き、後に結ばれるが、バイスにそそのかされたウルティモによって殺害された。
エデレ
「悪」の眷属で「暴食」の機巧童子、「七つの大罪」の内の一体。一人称は「オレ」。モチーフは熊。機巧紋は杜若の花と瓜桐を組み合わせたもの。熊の手に似た紫色の手甲に紫色の眼甲を持つ。
力士のような風貌である。大和を襲撃した際は非常に大きな体躯であったが、これはICON・鬼熊によるものであるため、本来の姿は他の童子とあまり変わらない大きさである。アバロに「デブ」呼ばわりされている。そのため仲が悪い。
第1部では、占城学園を襲撃したが、ICON形態のウルティモに返り討ちにされ、捕まってしまい、ゴーグに預けられてしまうが、デジルの「能殺」によって解放され、ゴーグを破壊した。第2部では、睡眠中の花をおんぶしたまま集会に参加する。その後、戦後の新橋で全童子クラブと交戦し敗北する。最終決戦後は幼稚園児として人間化したが、暴食ぶりは相変わらずであり、花やアバロに突っ込みをいれられている。
人間形態はメタボ体型の幼稚園児だが、ファッションセンスに欠けており、幼稚園児でも絶対にやらないパンクファッション風である。人間化した後は花と同じ幼稚園の制服を纏った姿を見せた。
「能」は「兆重」。七曜の内の「土」の力を持つ。
テーマカラーは若紫色。
小金井 花（こがねい はな）
エデレの殿で、5歳の女の子。一人称は「あたし」もしくは「花」。
少々口の悪さが目立つ活発な子供。両親は「先生」と呼ばれる人から死んだと伝えられている。
オルグレオ
「悪」の眷属で「傲慢」の機巧童子、「七つの大罪」の内の一体。一人称は「オレ」。モチーフは狛犬。機巧紋は五つ変わり稲妻。朱色の髪に橙色の手甲と眼甲を持つ。
ゴーグにひけをとらない巨漢。自身の殿の能力、人格を高く評価し、それでいて殿の危うさを熟知している。自身の「能」に相当の自信を持ちダンスタンすらも敵にまわそうとするなど自信過剰な面がある。
第1部では、ソピアの頭を潰した。第2部では狭山邸の外で監視をしていたが、集会の開催で警戒を解いてしまう。その後、百機回向第3戦ではレグラと対決。しかし、相手が悪かったのか、レグラに敗北する。最終決戦後に人間化したが、人間形態を見せなかったスロウとは対照的に人間化した後の童子の中で唯一姿を見せていない。
人間形態はメガネとスーツを着用し了の付き人兼ボディーガードをしている。
「能」は「剛炎」。あらゆるものを燃やし尽くす。そのため、七曜の内の「火」の力を持つ。
テーマカラーは善の総大将・ウルティモと同じ緋色。
日高 了（ひだか あきら）
オルグレオの殿。大和達の通う占城高校の3年で、現役のイケメンプロゴルファー。18歳。一人称は「僕」。
爽やかな顔をしたイケメンだが、その実は自分の力に酔う策謀家。自ら「神の読み」と称する高い観察力と考察力の持ち主で、その能力を利用し本来好きでもないゴルフでプロになった。それからもさらなる力を求め、真琴と、彼女の実家の乗っ取りを計画している。第1部では、巧みな采配で善の童子を壊滅させたほどで、自らの力に絶対的な自信を持つが、オルグレオからは「こう言う輩は予想外のことが起きるとガタガタになる（脆くなる）」と評されている。また、様々なリスクから緊急時（戦闘時、自身の不祥事の揉み消し）以外のICON化を控えている。最終決戦後でプロゴルファーとして成功した。
デジル
「悪」の眷属で「色欲」の機巧童子、「七つの大罪」の内の一体。一人称は「僕」。モチーフは兎。機巧紋は後ろ向き三つ兎。自身の能が効かないバイスに対しては「さん」付けで呼ぶ等敬語を使うが、想定外の事態になると平気でスマ子を見捨てるなど冷酷な性格を持ち合わせている。桃色の手甲と真珠色の髪と眼甲、赤色の瞳を持つ。
第1部では、了の策略を実行し、スロウやパルドネを倒した。第2部では、パトカーで移動する大和達とカーチェイスを繰り広げるが、セルヴィスの機転により失敗。その上、セルヴィスにスマ子が自分を欲しているわけでなく愛していることを看破されてしまい、倒されてしまった。その上で愛と欲が区別できていないことで頭が悪いと言われてしまっている。最終決戦後は人間化し、スマ子の小学校でプール掃除をしている姿を見せた。
人間形態はホスト風の青年。人間化した後はホスト風なのは変わらないが、背広を脱いでいる。
「能」は「能殺」。半径3m圏内に存在する善・悪問わず他の童子の「能」を無効化することができるが、常時「能」を使用し続けているが故に、大量にエネルギーを消費し、長時間の使用ができないという弱点を孕んでいる。また、七曜の内の「水」の力を持つ。
テーマカラーは桃色。
三芳 スマ子（みよし すまこ）
デジルの殿。田茄子第三小学校教師。27歳。一人称は「私」。
セミロングの髪にスーツを来た美女。デジル曰く「中の上の家庭に育ち、中の上の大学に在籍し、何も敵対することも誰も疑うこともなく、周囲やメディアに流されやすい究極の愚民」。ショタコンの気があり、その特別な嗜好が故に彼氏がいないことをデジルにつけ込まれている。デジルを異性として認識し、デジルが全てと言うぐらい心酔しており、その感情が欲から愛へと変化していたことがセルヴィスとの戦いの敗因となった。
レイジ
「悪」の眷属で「憤怒」の機巧童子、「七つの大罪」の内の一体。モチーフは牛。一人称は「オレ」。機巧紋は源氏車。銀色の髪に漆黒色の手甲と眼甲を持つ。金色の瞳を持つ。
第1部ではレグラの霊を破壊した。第2部では、チャラ男集団を襲ったパレスを制止する。そして、百機回向第1戦では、ソピアと対戦し、一度バイスに見限られるが、戦後の新橋でセルヴィスと対戦し敗北した。最終決戦後は人間化し、フサ太郎プロデュースのバンドに参加した。
人間形態はロックミュージシャン風の格好をしている。通常時の人間形態の髪型は童子形態同様リーゼントだが、集会に参加するときはリーゼントだった髪型を長髪にしている。前者の髪形は、人間化した後もその格好をしている。
能は「電速」。稲妻の速さで移動することが可能。また、七曜の内の「日」の力を持つ。
テーマカラーは藍色。
福生 フサ太郎（ふっさ ふさたろう）
レイジの殿。ソネーミュージック専属の音楽プロデューサー。39歳。髪型は文字通りフサフサのアフロヘアー。一人称は「オレ」。想定外な事になると語尾に「テラコッタ」と発することがあり、戦いが始まったら正々堂々と戦う性分である。
エコ寿司の常連で同じくジャンプの愛読者、その理念に則ってまずはメタルバンド「アフロディーテ」を結成しボーカルを務め、その後音楽プロデューサーに上りつめたが、金目当ての連中とフサ太郎のバンド仲間のせいで憤りを感じるようになった。ちなみに歌声はムサシ曰く良い声だったとのこと。最終決戦後は自身がプロデュースするバンドを立ち上げ、メンバーに人間化したレイジとパレス、嫌悪感を示していたMIZHOをメンバーに加えた。
アバロ
「悪」の眷属で「強欲」の機巧童子、「七つの大罪」の内の一体。一人称は「オレ」。モチーフは鼠。機巧紋は丸に頭合わせ三つ州浜。深緑色の髪にレモン色の手甲と眼甲を持つ。
第1部では、自らの「能」でセルヴィスを破壊した。第2部ではゴーグを仲間に引き入れようとしたが、他の善童子に阻止された。最終決戦後は人間化した。
人間形態はお坊ちゃん風の小学生で、服装はそれに合わせ、ワイシャツと短パンを着用し、サスペンダーとリボンを身につけている。人間化した後はその姿でランドセルを背負っている。
「能」は「虚星」。他と比べて小型だが「能」自体増殖の類のため分身を作って物量で圧倒する。その気になれば地球を覆えるぐらいまで増えることが可能。また、七曜の内の「金」の力を持つ。
テーマカラーは鼠色。
青梅 戒造（おうめ かいぞう）
アバロの殿。青梅建設の社長を勤める初老の男性。娘にはゴーグの新たな殿であるひばりがいる。55歳。一人称は「ワシ」。
両手の人差し指から小指まで高級指輪をつけているが、左手の薬指には結婚指輪をはめている。男もいける口らしい。
第1部では、ヘリコプターに乗っていた。第2部では、青梅建設にあるリムジンを降りて登場。彼もまた、ミリューによって転生された人間の一人で、前世時代のひばりと因縁を持っている。
因みに作者の過去の読み切り作品『デスゼロ』にも同名の悪役が登場している。
パレス
「悪」の眷属で「怠惰」の機巧童子、「七つの大罪」の内の一体。モチーフは蛇。機巧紋は丸に一つ鱗。黄緑色の髪に若草色と青緑色の縞模様の手甲を持つ。
青緑色の顔を覆う眼甲があるため、素顔が見えなかったが、人間形態になった時に素顔が見える。
第1部では、善童子クラブの殿達を殺害した。第2部では、「面倒くさい」という理由でチャラ男集団の1人を動かずにケガを負わせる。最終決戦後は人間化し、フサ太郎プロデュースのバンドに参加した
人間形態は番長の姿で、服装は帽子に学ランを纏っているが、その際、目と口以外は包帯でグルグル巻きにされている（人間化した後も同様。）。
「能」は「冥獄」。七曜の内の「木」の力を持つ。
テーマカラーは松葉色。
MIZHO（みずほ）
パレスの殿。右目にハート形の眼帯をつけ、体には包帯を巻き、セーラー服を着ている女子高生（ゴスこうせい）。15歳。ちなみに一人称が「オレ」であるボクっ娘。
前世の記憶が原因でやたらと体を酷使するが、現在の肉体はそれほど丈夫でないためよく負傷し、手足に包帯を巻いている。フサ太郎に誘われるたびに嫌悪感を示していたが、最終決戦後には彼がプロデュースするバンドに参加した。
ミッシェル・デュボア
MIZHOの前世。第一次世界大戦で活躍したフランス陸軍第5准旅団アルプス猟兵の少尉。MIZHOの一人称が「オレ」であるのも彼に起因している。MIZHOが宿している前世の記憶はかなり高齢であるらしい。彼が独自に発展したフランス流の古式武術「軍隊式サバット・ラガン」の使い手。

##### かつて集会に参加した殿
入間 智光（いるま ともみつ）
ジェラスの最初の殿。12世紀では貴族、21世紀では田茄子市の市議会議員を務める政治家。48歳。一人称は「私」。
普段は紳士的な口調で喋っているが、キレたり焦ったりすると途端に口が悪くなり、他人の認識ができなくなる。前世でも現世でも、国の支配層までのし上がるためにジェラスを利用していた。
前世においては、元は貧民層の出身で、少しずつ出世を続け自分が国を良くしようと努力する善人だった。しかしその才能を持ちながら周囲に認められないという苦悩と胸に秘める嫉妬心をダンスタンに付け込まれ、ジェラスと契らされたことで未来を知り世界に絶望、悪徳貴族に変貌してしまった。
第1部では大和に一億円をちらつかせてウルティモを騙し取ろうとしたが失敗、ジェラスに大和の殺害を命じたが、「学ぶ価値がなくなった」として見切りをつけられてしまい背後から刺される。その後事件の隠蔽のためエコさんに回収されたが、生死は不明。
第2部では人間に擬態したジェラスと共にウルティモが売られていた骨董屋に現れ、店主の国分を騙しウルティモを手に入れようとする。歴史改変前同様ジェラスに殺されかかるも、駆けつけてた大和と急に起動したウルティモに助けられたが、ウルティモを手に入れるためにジェラスとICON化し襲い掛かり、そこにソピアと武蔵が割り込んだことで形勢が逆転され、大和を過去へ飛ぶことを許してしまった。その後過去から戻ってきた大和は彼を救おうとするも、救いようの無い悪党に成り果ててしまい結果ジェラスに見限られることになり殺された。他の集会参加者からはこの世に正義があると信じていた人物であったらしい。

##### 悪童子集会関係者
秩父 ジュン（ちちぶ じゅん）
バイスに憧れている中学生の少年。K以上に虚弱な体質と脆弱な精神を持ち、バイスに出会う前はいじめられっ子であった。
しかし、社会における所謂「被害者側」の人間に見えるその本性は、極めて自己中心的かつ残忍そのものであり、自分の都合の為ならば他人の事などお構い無しに裏切り、傷つけ、そして一切の躊躇も無く殺そうとする事も出来るという、Kを遥かに凌駕する程の危険人物である。その為、ジェラスからは「悪のエリート」、ルネからは「怪物」と評されている。いじめを受けていた後も、自分をいじめていたクラスメイト全員への殺傷事件を起こしているが、成績優秀かつ資産家の息子であったという理由から、事件の起こった学校側と転校する学校側は、この事実を揉み消してしまっている。
バイスを自分の童子にしようと近づくも逆に返り討ちに遭うが、ジュンはそれすらも歓喜を覚える等、異常なまでの執着心を見せ付けている。以降は、悪童子集会と行動を共にする。バイスを手に入れる為に邪魔となる彼の「殿」のKの事は目障りに思っている。最終決戦後には収監されている。

### 百機回向主催者
ロジャー・ダンスタン
12月28日生まれ。やぎ座のO型。年齢不詳。必殺技はダンパンチ（ただのパンチ）。
すべてが謎に包まれた正体不明の外国人。全ての機巧童子の「能」の使い手でもあり、機巧童子の生みの親。全身に全ての童子の機巧紋がある。笑う際に「HAHAHAHAHA」と標記される。
その正体は30世紀から来た科学者。その類い稀なる頭脳を以て荒廃しかけた世界を救った偉業を認められ、21世紀から老化を停止し生き続けている。「善と悪のどちからが強いか?」という探究心のためだけに童子を開発し、過去の世界に送りこむ。その際自分を逮捕しようとしたムサシをソピアと契らせ、彼の攻撃で死亡しミリューの「能」で過去の世界に渡る。
12世紀では意図的に大和ら山賊にウルティモとバイスを乗せた自分の荷車を襲わせ2体を機動させ、その直後に姿を消す。現代ではミリューと共に、童子達の戦いを傍観している。
モデルは原作者であるスタン・リー本人。
読み切り版では1000年前のKYOTOにて、2体の機巧童子を完成させた後に割腹自殺を遂げる。
ミリュー
ダンスタンと共に行動する「中庸」の機巧童子。一人称は「僕」。モチーフは竜。
ウルティモや少女型のセルヴィス同様、女性的な容姿をしているが、人間形態は男性。男子学生になりすましており、服装はブレザー服を着用している。
「能」は「転生操作」。命の源である魂を操り、童子に関わる主要人物たちが現代に転生しているのも、実は彼の手によるものである。
名前はフランス語で「中間」を意味する。

### その他の人物
国分 泰治（こくぶん たいじ）
声 - 水内清光
現代で大和とウルティモが再会した骨董屋「国分堂」の店主。ウルティモをMt.FUJIで拾った。
第2部では入間とジェラスに殺されかけた上、店を破壊される。

## 用語
機巧童子（カラクリどうじ）
ダンスタンが「善」と「悪」のどちらが強いのかを知るために生み出した、「意思を持つ人形（ロボット）」たちの総称。
ウルティモとバイスが初期に開発され、後続機は『何かを究めれば他の何かが欠ける「究極」を補う』ために開発された。
すべての童子に共通して手甲と眼甲、飛翔機が存在するが、容易に収納でき人間への擬態も簡単。
活動源は殿となる人間の「善」「悪」それぞれの愛憎エネルギーで、「善」の童子達が殿の愛を受けパワーとするように、「悪」の童子は殿の憎悪や欲を受けパワーとする。童子の愛憎エネルギーが一定値を越えると、セカンドに進化し、「能」も通常よりもパワーアップしている。
「全ての次元に機巧童子は1体しか存在できない」という制約があり、同一の機体が存在する時間に時空移動することはできない。
六波羅密（ろくはらみつ)
善の頂点であるウルティモの下に位置する最強の六体の機巧童子。それぞれ持戒、忍辱、布施、智慧、精進、禅定の6体が存在し、善童子クラブのメンバーが殿を務める。六波羅密は本漫画オリジナルの漢字表記であり本来は「六波羅蜜」である。
七つの大罪（ななつのたいざい）
悪の頂点であるバイスの下に位置する七体の機巧童子。それぞれ傲慢、色欲、強欲、嫉妬、憤怒、暴食、怠惰の7体が存在。
殿（との）
機巧童子の主人のこと。男女関係なくこう呼ばれる。ダンスタンは殿である人間が死亡などで欠けた時に備え、殿の予備を数人転生させた。
善童子クラブ（ぜんどうじくらぶ）
ウルティモとその眷属である六波羅密の殿を務める7人の団体。第1部では、大和とエコさんを除く5人はパレスに首を刎ねられて死亡している。第2部では、バイスの襲撃により石神井が殺害され、エコさんは自らの命を犠牲に死亡、久米川が重傷、マチが戦意喪失により離脱し、新たに真琴・秋津・清瀬・ひばりが加わった。
悪童子集会（あくどうじしゅうかい）
バイスとその眷属である七つの大罪の殿を務める8人が参加する集会。
霊（たま）
機巧童子の発動機関。これが壊れれば機巧童子は完全に停止してしまう。
機巧紋（カラクリもん）
機巧童子の殿の腕に表れる刺青の様な紋様。デザインは童子ごとに異なる。
ICON（イコン）
「象徴」を意味する言葉で、殿と童子が合体した形態を指す。同じ童子でも殿が変わるとICON化形態も変化する場合や殿が不在でもICON化する場合がある。ICONの名称は、善の童子なら「神○○（モチーフとなった動物）＜ゴッド○○（機巧童子名）＞」、悪の童子なら「鬼○○（モチーフとなった動物）＜オーガ○○（バイスの場合は他の悪童子と異なり普通の読み方である。）＞」となる。STEP1では、ダメージを負うと殿にフィードバックされるが、STEP2になると、名付きのICONにアップデートされ、童子の意思と95％以上合致することでロックが解除される装備ICONスーツを身につけることが出来、50m以内なら遠隔操作も可能になる無線システムの役割を果たす。これにより、STEP1のデメリットである痛みのフィードバックの原因となるコードを体に直結する必要がなくなった。
契ノ儀（ちぎりのぎ）
殿が童子の霊に触れることで、過去・現在・未来の記憶を共有し同期、ICON化の情報を殿に転送する行為。これにより、殿と童子は互いに最大限の力を発揮できるようになる。
「能」（のう）
機巧童子がそれぞれ持つ固有の能力、殿と契りを交わすことで真の「能」を発揮する。善と悪の「能」には互いに力が分類されており、「悪」側は非常に攻撃的で戦闘に有効であるが日常生活では非常に役に立たないところがあり、戦う敵があって初めて役立つタイプ（ただし、ジェラスの「読心」は例外であるが、達磨田によると、デジルの「能殺」も日常生活では使っていたことを物語っている。）で、逆に善側は、非常に強力で戦闘、日常とも力の扱いの幅が非常に多く、その気になれば世界さえ操ることも可能なほど。だが、その反面エネルギーの消費が激しく何かの拍子で解けてしまうなど決して永続的ではない。そのため善も悪の「能」の強弱はつけ難い。また、悪童子は七曜の力を有している。
「能」だけの勝負を決めるのは「童子」・「能」・「殿」の3つであり、1つ目は童子の総数値で「善」「悪」どちらかが強いかを決める百機回向において正しい結果を出すため、その総数が同じでなくてはならない。ウルティモとバイスは全く同じであるため、違うのは七つの大罪の総数値と六波羅密の総数値であり、1VS1だとわずかだが「善」のほうが有利になるため、「悪」には苦手な連携が強いられることがある。2つ目は「能」の使用条件で、童子によって様々だが、基本は燃料を消費すればするほど「能」は強く作用し、また、限定すればするほど強力な「能」は一点に集中する。3つ目は殿からもらう愛憎エネルギーで、マチや久米川のように「善」側の殿に憎しみや欲があったり、スマ子のように「悪」側の殿が愛情を持ったりすると愛憎エネルギーの貯まり方が激減する。
「能」力と書かれる時もある。
百機回向（ひゃっきえこう）
ダンスタンの祈願であり、善と悪の童子が引き起こす童子大戦。その力は世界を破壊するほどで、ダンスタンの手により童子（とその殿）が次元に存在する限り、どんなに歴史を修正しても「必ず起こる」現象となっている。だが、実際は童子の霊の色がオセロのように変わる（自分が善なら白、悪なら黒。）システムだった。

### 「能」力
読み切り版の設定。ダンスタン博士が機巧童子に与えた力。手甲を自在に変形させることができ、攻撃や防御など応用力は高い。1000年前に作られた技術だが、その性能は現代兵器を遥かに凌駕している。
- ウルティモ
  - 拳獅子（コブシジシ） - 浄化の「能」力の1つで、手甲を獅子の顔のように変化させる。殴りつけた対象を浄化してしまう。
  - 剣鶴（けんかく） - 浄化の「能」力の1つで、手甲を鶴の顔のように変化させる。嘴部分が鋭い刃となる。
  - 神花火（かみはなび） - 浄化の「能」力の1つで、袴からロケットを出現させその噴射力で高速飛行する。その速度は音速を超え、ソニックブームを生じさせる。
- バイス
  - 亀頭刃（きとうじん） - 破壊の「能」力の1つで、手甲を鋭い亀の頭部のように変化させる。
  - 鬼鼓（おにつづみ） - 破壊の「能」力の1つで、手甲を鼓のように変化させる。そこから発する超音波は街1つ吹き飛ばすほどの破壊力がある。

### 機巧変化
こちらは連載版の設定。大まかな設定については上述の読みきり版の「能」力と酷似している。
- ウルティモ
  - 獅子口（シシグチ） - 手甲を獅子の顔に変形させる。
  - 鶴伎（ツルギ） - 手甲を鶴の口のような形に変化させる。
  - 神童（ゴッドウルティモ） - ウルティモが大和とICON化した形態。時空飛翔ができるようになる。
    - 時翔鶴（クレインプレイン） - 神童が時空飛翔のために変形した形態。時空間では人間は生存できないため、搭乗する殿の生命維持装置も兼ねている。
    - 大和・神童（やまと・ゴッドウルティモ） - ウルティモが大和とICON化した形態のSTEP2。大和のICONスーツはふんどし型。

  - 大鶴技（だいつるぎ） - 神童の状態で使用。手甲を大きい鶴の口のような形に変化させる。
  - 連獅子口（レンジシグチ） - 神童の状態で使用。手甲を3つの獅子の顔に変化させる。
- バイス
  - 狐口（コグチ） - 発動前にウルティモが止めたため詳細は不明。
  - 鬼面（オニメン） - バイスがKとICON化し巨大な鬼のような形に変化させる。全童子で唯一無人でのICON化が可能。正式名称は「オーガバイス（漢字表記名はそのまま）」。
    - K・鬼面（K・オーガバイス） - バイスがKとICON化した形態のSTEP2の通常版。
    - ジュン・鬼面（ジュン・オーガバイス） - バイスがジュンとICON化した形態のSTEP2の派生版。

  - 亀鋸（カメノコ） - 手甲を鋸状に変化させる。
  - 鬼亀鋸（オニカメノコ） - 鬼面状態で使用。手甲を大きい鋸に変化させる。
  - 鬼狐槌（オニコヅチ） - 鬼面状態で使用。手甲を大きい小槌に変化させる。
- ジェラス
  - 蜘蛛切丸（くもきりまる） - 手甲を刀状に変化させる。
  - 土蜘蛛（つちぐも） - ジェラスが入間とICON化した形態であり入間版の「オーガジェラス」である。体を巨大な蜘蛛の姿に変化させる。蜘蛛の脚力と噴出力が合わさり高い跳躍力を誇る。
  - 鬼蜘蛛（オーガジェラス[注 3]） - ジェラスがルネとICON化した形態。8つの目を持つ巨体に変化する。そちらの方が正式な漢字表記となっているが、ジョロウグモを彷彿させる姿はルネに起因している。その後、ルネ・鬼蜘蛛にアップデートされた。
    - ルネ・鬼蜘蛛（ルネ・オーガジェラス） - ジェラスがルネとICON化した形態のSTEP2。鬼蜘蛛との相違点は、腕が二本はえ、ナイフが装備されたことである。ルネのICONスーツはウェットスーツ型。

  - 大蜘蛛切丸（だいくもきりまる） - 鬼蜘蛛・土蜘蛛の状態で使用、蜘蛛切丸が巨大化したもの。
- エデレ
  - 鬼熊手（おにくまで）  - 手甲を酉の市で売られているような熊手に変化させる。
  - 鬼熊（オーガエデレ） - エデレがICON化した形態。巨大な姿をしているが、作中で花が上に乗っているためバイスのような例外を除いて唯一殿と独立しているICON形態と言える。
    - 花・鬼熊（はな・オーガエデレ） - エデレが花とICON化した形態のSTEP2。花のICONスーツは制服型。
- ミリュー
  - 天竜（ユニバーサルミリュー） - ダンスタンとICON化し巨大な龍に変化する。
- レグラ
  - 神猿（ゴッドレグラ） - レグラがICON化した形態。巨大な筆のようなものを持っている。作中ではエコさんとICON化した状態で登場。
    - 真琴・神猿（まこと・ゴッドレグラ） - レグラが真琴とICON化した形態のSTEP2。神猿との相違点は、袴ではなくスカートになっていること以外、全て同じである。真琴のICONスーツはスクール水着型。
- レイジ
  - 鬼牛（オーガレイジ） - レイジがフサ太郎とICON化した形態で巨大な牛に変化する。
    - フサ太郎・鬼牛（ふさたろう・オーガレイジ） - レイジがフサ太郎とICON化した形態のSTEP2。
- ソピア
  - 神虎（ゴッドソピア） - ソピアがムサシとICON化した形態。「感覚操作」により相手の感覚を破壊し二刀の剣で攻撃する。
    - 武蔵・神虎（むさし・ゴッドソピア）ソピアがムサシとICON化した形態のSTEP2。
- ゴーグ
  - 神猪（ゴッドゴーグ） - ゴーグがICON化した形態。重量感溢れる体格を持ち強力な突進攻撃を行うが、「心情操作」より、物理的、精神的の二重の攻撃を行う。作中では久米川とICON化した状態で登場。
    - ひばり・神猪（ひばり・ゴッドゴーグ） - ゴーグがひばりとICON化した形態のSTEP2。ひばりのICONスーツはビキニ型。
- スロウ
  - 神鹿（ゴッドスロウ） - スロウがICON化した形態。細身でスピーディーな動きをする。「運命操作」により、自分の回避率や幸運を上げ、相手への的中率や不幸を上げる。作中ではマチとICON化した状態で登場。
    - 秋津・神鹿（あきつ・ゴッドスロウ） - スロウが秋津とICON化した形態のSTEP2。神鹿との相違点は、秋津のトレードマークである剣が装備されたことである。秋津のICONスーツはハイレグ水着型。
- デジル
  - 兎角（トカク） - 手甲を兎の顔に変化し、叩き潰す。
  - 鬼兎（オーガデジル） - デジルがICON化した形態。作中では、セルヴィスに合体を妨害され未遂に終わってしまったため、姿は不明だが、単行本第11巻で全体像が見られる。
    - スマ子・鬼兎（すまこ・オーガデジル） - デジルがスマ子とICON化した形態のSTEP2。スマ子のICONスーツはボディコンスーツ型。

  - 兎杵（ウキネ） - 手甲を巨大な杵に変える。
- セルヴィス
  - 雀小刀（ジャックナイフ） - 手甲を雀の顔に変化し、相手を切り裂く。
  - 神雀（ゴッドセルヴィス） - セルヴィスが大泉とICON化した形態。
    - 洋一・神雀（よういち・ゴッドセルヴィス） - セルヴィスが大泉とICON化した形態のSTEP2。大泉のICONスーツはワンピース型の男性水着型。
- オルグレオ
  - 鬼狗（オーガオルグレオ） - オルグレオが了とICON化した形態。
    - 了・鬼狗（あきら・オーガオルグレオ） - オルグレオが了とICON化した形態のSTEP2。了のICONスーツはウェットスーツ型。
- パルドネ
  - 神蝶（ゴッドパルドネ） - パルドネがICON化した形態。作中では清瀬とICON化した状態で登場。
    - 清瀬・神蝶（きよせ・ゴッドパルドネ） - パルドネが清瀬とICON化した形態のSTEP2。清瀬のICONスーツはスクール水着型。
- アバロ
  - 鬼鼠（オーガアバロ） - アバロがICON化した形態。作中未登場だが、単行本第11巻でICON形態の中で小柄な姿をしている。
    - 戒造・鬼鼠（かいぞう・オーガアバロ） - アバロが戒造とICON化した形態のSTEP2。戒造のICONスーツはスパッツタイプのサーフパンツ型。
- パレス
  - 鬼蛇（オーガパレス） - パレスがICON化した形態。作中未登場だが、単行本第11巻で全体像が見られる。
    - MIZHO・鬼蛇（みずほ・オーガパレス） - パレスがMIZHOとICON化した形態のSTEP2。MIZHOのICONスーツはスクール水着型。

### 技
- ウルティモ
  - 獅子舞（シシマイ） - 手甲を獅子口に変形させ相手を殴りつける技。
  - 鶴寿千斬（カクジュセンザン） - 手甲を鶴伎に変化させ相手を切りつける技。
  - 時斬ノ舞（ときぎりのまい） - 神童の状態で使用。
  - 時止（トキドメ） - 時間を一瞬で止める。
  - 時速（トキソク） - 時空操作で素早さをあげる技。
  - 連獅子太鼓（レンジシタイコ） - 神童の状態で使用。手甲を連獅子口に変化されてビームを放つ技。
- バイス
  - 鋸挽（のこぎりびき） - 手甲を亀鋸に変化させ相手を切りつける技。
  - 否骨（イナボーン） - 鬼面状態で使用。無数の骨の棘で相手を攻撃する。
  - 大鋸挽（だいのこぎりびき） - 鬼面状態で使用。手甲を鬼亀鋸に変化させ相手を真っ二つにする技。
  - 除夜の鐘（じょやのかね） - 鬼面状態で使用。手甲を鬼狐槌に変化させ相手に叩き込む技。
- ジェラス
  - 八臂縁電槍（はっぴえんでんそう） - 鬼蜘蛛の状態で使用、背中から蜘蛛の足を模した八本の槍を出し攻撃する。
  - 蜘蛛糸梓弦（くもいとあずさのゆみいと） - 蜘蛛の糸を放出して敵の動きを封じたり、攻撃することができる。第1部ではルネが殿だった時に真琴達の動きを封じるために使用したが、当時は技名不明状態だったが、第2部で入間が殿だった時に技名が明らかになった。
  - ムーンライトエクスペリエンス - ルネ・鬼蜘蛛の状態で使用。七曜の内の「月」の力を使った技。
- エデレ
  - じゅうりょくはりて
  - サターンプレス - 花・鬼熊の状態で使用。七曜の内の「土」の力を使ったじゅうりょくはりての上位技。
- ソピア
  - 三半規管殺（さんはんきかんさつ） - 三半規管を破壊し立つことすらできなくさせる。
  - 大虎（オールトランス） - 神虎の状態で使用。感覚操作を全能力解放し、相手の感覚を停止させる。
- スロウ
  - 吉享鹿福（きっきょうかふく） - 神鹿の状態で使用。手甲に装備された刃を外して相手に投げつける。
  - 鹿跳上段（しかばねじょうだん） - 秋津・神鹿の状態で使用。剣を上から振り落として相手を真っ二つにする技。
  - 鹿跳下段（しかばねげだん） - 秋津・神鹿の状態の状態で使用。剣を構えたまま突進することで相手を刺す技。
  - 鹿命完（ロックフェイトターン） - 秋津・神鹿の状態で使用。相手の隙をつき剣で攻撃する技。
- ゴーグ
  - 猪閃（イノセンス） - 神猪の状態で使用。相手の感情を直接操作する。
- レグラ
  - 猿刻（エングレイブ） - 神猿の状態で使用するレグラ最大の能。自らを犠牲にして、任意の人間の前世の記憶を上書きする形で甦らせる。
- デジル
  - 大玩月（だいがんげつ） - 手甲を兎杵に変形させ、相手を粉々にする技。
  - 兎園殺（とえんさつ） - 無数の三日月状のカマイタチで敵を襲う技。
  - ウォーターゲートラブ - 須磨子・鬼兎の状態で使用。七曜の内の「水」の力を使った技。
- セルヴィス
  - 雀斑槌（ジャックハンマー） - 神雀の状態で使用。
- レイジ
  - レイジングサンダー - 鬼牛の状態で使用。相手に雷を浴びせて行動をマヒする技。
  - レイジングスピアー - 鬼牛の状態で使用。手甲を槍に変えて相手を貫く技。第1部でレグラを貫いたのがこの技である。
  - ライジングサンダー - フサ太郎・鬼牛の状態で使用。七曜の内の「日」の力で相手をマヒするレイジングサンダーの上位技。
- オルグレオ
  - 炎狛（ほのおのこま） - 鬼狗の状態で使用。剛炎の球を相手に浴びせる技。
  - 本気炎狛（ほんきのほのおのこま） - 鬼狗の状態で使用。炎狛に威力を上げた技。
  - ホールインファイアー - 了・鬼狗の状態で使用。七曜の内の「火」の力を使った技。
- パルドネ
  - 幻覚五重蝶（げんかくごじゅうちょう） - 対象の海馬に身体操作の能を流し込み、幻覚を見せる技。
- アバロ
  - 鼠講（ねずみこう） - 一斉に分裂して相手を襲う技。
  - ゴールドブレンド - 戒造・鬼鼠の状態で使用。七曜の内の「金」の力を使った技。
- パレス
  - ウッドスティックフェスティバル - MIZHO・鬼蛇の状態で使用。七曜の内の「木」の力を使った技。

## ヴォイスコミック
集英社のヴォイスコミック「VOMIC」として、2011年5月にジャンプ専門情報番組『サキよみ ジャンBANG!』にて放送され、同年6月からVOMIC公式サイトで配信された。

## 書誌情報
- スタン・リー（ORIGINAL STORY）、武井宏之（COMIC） 『機巧童子ULTIMO』 集英社〈ジャンプ・コミックス〉、全12巻
  1. 2009年7月8日第1刷発行（7月3日発売[集 1]）、ISBN 978-4-08-874708-8
  2. 2010年1月9日第1刷発行（1月4日発売[集 2]）、ISBN 978-4-08-874790-3
  3. 2010年3月9日第1刷発行（3月4日発売[集 3]）、ISBN 978-4-08-870017-5
  4. 2010年8月9日第1刷発行（8月4日発売[集 4]）、ISBN 978-4-08-870080-9
  5. 2010年11月9日第1刷発行（11月4日発売[集 5]）、ISBN 978-4-08-870137-0
  6. 2011年3月9日第1刷発行（3月4日発売[集 6]）、ISBN 978-4-08-870202-5
  7. 2011年9月7日第1刷発行（9月2日発売[集 7]）、ISBN 978-4-08-870328-2
  8. 2012年3月7日第1刷発行（3月2日発売[集 8]）、ISBN 978-4-08-870350-3
  9. 2012年12月15日第1刷発行（12月10日発売[集 9]）、ISBN 978-4-08-870598-9
  10. 2013年11月6日第1刷発行（11月1日発売[集 10]）、ISBN 978-4-08-870825-6
  11. 2014年1月10日第1刷発行（1月5日発売[集 11]）、ISBN 978-4-08-880202-2
  12. 2015年12月9日第1刷発行（12月4日発売[集 12]）、ISBN 978-4-08-880470-5